# Scopula leukiberica
Scopula leukiberica là một loài bướm đêm trong họ Geometridae.